# Flughafen Grenada-Pearls

i7
i11
i13
Der Flughafen Grenada-Pearls (englisch Pearls Airport, ICAO-Code: TGPG) war der erste Flughafen des Inselstaates Grenada. Der 1943 eröffnete und 1984 stillgelegte Flughafen befand sich an der Ostküste der Hauptinsel nördlich von Grenville.

## Geschichte
Der Flughafen Pearls wurde von den Briten erbaut und am 16. Januar 1943 eröffnet. Während des Zweiten Weltkriegs nutzten die Alliierten den Flugplatz für militärische Operationen. Nach Kriegsende wurde er für den zivilen Luftverkehr freigegeben, die Start- und Landebahn wurde auf ihre endgültige Länge von knapp 1600 m ausgebaut.
Die kurze Landebahn und das Fehlen von Nachtlandemöglichkeiten beschränkten den Flugverkehr auf regionale Zubringerflüge, die vor allem von LIAT mit Turboprop-Flugzeugen durchgeführt wurden. Wegen der ungünstigen Lage zwischen Meer und Gebirge, die den Flughafen anfällig für Seitenwind machte, und aufgrund der schlechten Verkehrsanbindung an die Hauptstadt St. George’s, das touristische und wirtschaftliche Zentrum der Insel, erschien der Flughafen Pearls ungeeignet für einen weiteren Ausbau, sodass im Südwesten der Insel der neue internationale Flughafen Point Salines angelegt wurde. Nach dessen Eröffnung im Herbst 1984 wurde der Flughafen Pearls stillgelegt.

## Heutiger Zustand
Seit der Einstellung des Flugbetriebs im Jahr 1984 liegt das Flugplatzgelände brach. Gebäude sind keine mehr zu finden; die Landebahn wird als Piste für Dragsterrennen genutzt. Zwei russische Flugzeugwracks (eine Antonow An-26 der Cubana und eine als Agrarflugzeug ausgerüstete Antonow An-2R), die seit der US-Invasion in Grenada 1983 am Rande des Flugplatzes verrotten, zeugen von der Geschichte Grenadas.